# Samira Ouass
Samira Ouass, née le 22 avril 1992, est une haltérophile marocaine.

## Carrière
Samira Ouass participe au tournoi d'haltérophilie des moins de 75 kg des Jeux olympiques d'été de 2016, terminant 14e. Elle remporte trois médailles d'argent dans la catégorie des moins de 90 kg aux championnats d'Afrique 2017.
Elle est triple médaillée de bronze aux championnats d'Afrique 2021 à Nairobi dans la catégorie des moins de 87 kg.